# Mangelia pseudoattenuata
Mangelia pseudoattenuata is een slakkensoort uit de familie van de Mangeliidae. De wetenschappelijke naam van de soort is voor het eerst geldig gepubliceerd in 2004 door Ardovini.